# Mikkelin Jukurit
Mikkelin Jukurit je finský hokejový klub působící od roku 2016 ve finské nejvyšší soutěži. Sídlí ve městě Mikkeli. Založen byl v roce 1970. Klubovými barvami jsou modrá a žlutá. Své domácí zápasy hraje na stadionu zvaném od roku 2016 Ikioma Areena, který má kapacitu 4500 diváků. Největším úspěchem klubu bylo 5. místo ve finské nejvyšší soutěži v sezóně 2021–2022. Z českých hráčů v klubu působili Jakub Galvas, Libor Zábranský ml., Ondřej Kovařčík nebo Michal Kovařčík.

## Dres
| Domácí a venkovní dres |
|                        |

## Češi v týmu
| Ročník                      | Hráči ČR                                          | Link |
| --------------------------- | ------------------------------------------------- | ---- |
| 2016/2017                   | nikdo                                             |      |
| 2017/2018                   | nikdo                                             |      |
| 2018/2019                   | nikdo                                             |      |
| 2019/2020                   | Jakub Galvas                                      |      |
| 2020/2021                   | Jakub Galvas, Šimon Stránský                      |      |
| 2021/2022                   | Libor Zábranský, Šimon Stránský                   |      |
| 2022/2023                   | Libor Zábranský, Michal Kovařčík, Ondřej Kovařčík |      |
| 2023/2024                   | Michal Kovařčík, Ondřej Kovařčík                  |      |
| 2024/2025                   | nikdo                                             |      |
| 2025/2026                   | nikdo                                             |      |
| Zdroj na eliteprospects.com |                                                   |      |

## Přehled ligové účasti
| Finsko (2016 – ) |        |           |                                                                                   |                    |
| Sezóny           | Soutěž | ZČ        | Play-off, nadstavba, sk. o udržení...                                             | Kapitán            |
| 2016/2017        | Liiga  | 11. místo | Ne                                                                                | Marko Kauppinen    |
| 2017/2018        | Liiga  | 13. místo | Ne                                                                                | Miika Roine        |
| 2018/2019        | Liiga  | 14. místo | Ne                                                                                | Miika Roine        |
| 2019/2020        | Liiga  | 13. místo | Ročník zrušen po odehrání základní části a nadstavby z důvodu Pandemie covidu-19. | Miika Roine        |
| 2020/2021        | Liiga  | 14. místo | Ne                                                                                | Jesper Piitulainen |
| 2021/2022        | Liiga  | 2. místo  | Čtvrtfinále prohra s KooKoo 3 : 4                                                 | Petrus Palmu       |
| 2022/2023        | Liiga  | 11. místo | Ne                                                                                | Juhamatti Aaltonen |
| 2023/2024        | Liiga  | 5. místo  | Čtvrtfinále prohra s Oulun Kärpät 2 : 4                                           | Pekka Jormakka     |
| 2024/2025        | Liiga  | 16. místo | Ne                                                                                | Jesper Piitulainen |
| 2025/2026        | Liiga  |           |                                                                                   | Jesper Piitulainen |